# Partido do Trabalho da Áustria
O Partido do Trabalho da Áustria (em alemão: Partei der Arbeit Österreichs, PdA) é um partido comunista na Áustria. O PTA foi fundado em 12 de outubro de 2013 pela Iniciativa Comunista ,uma facção dissidente marxista-leninista do Partido Comunista da Áustria (PCA), que estava insatisfeita com a orientação ideológica do partido. 